# Юзефув (гміна Кампінос)
Юзефув (пол. Józefów) — село в Польщі, у гміні Кампінос Варшавського-Західного повіту Мазовецького воєводства.
Населення — 94 особи (2011).
У 1975-1998 роках село належало до Варшавського воєводства.

## Демографія
Демографічна структура станом на 31 березня 2011 року:
|          | Загалом | Допрацездатний вік | Працездатний вік | Постпрацездатний вік |
| -------- | ------- | ------------------ | ---------------- | -------------------- |
| Чоловіки | 46      | 4                  | 39               | 3                    |
| Жінки    | 48      | 9                  | 27               | 12                   |
| Разом    | 94      | 13                 | 66               | 15                   |